# Ptolemeu VI Filomètor

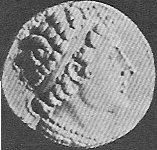
Moneda de Ptolemeu VI

Ptolemeu VI Filomètor（Πτολεμαῖος) (vers 185 aC-145 aC) va ser rei d'Egipte de l'any 180 aC al 145 aC.

## Antecedents
Era el fill gran de Ptolemeu V Epífanes i l'any 180 aC va ser proclamat rei, quant tenia pocs anys (entre 5 i 10) amb la seva mare Cleòpatra I. Aquesta va portar una bona administració i va mantenir la pau del regne. Filomètor tenia bon caràcter, era humanitari i moderat, qualitats que es notaven més perquè el seu germà Ptolemeu (Evergetes) no les tenia, ni tampoc els seus dos immediats predecessors. Segons Polibi no va condemnar a mort a cap ciutadà durant el seu regnat per cap ofensa publica o privada.
A la mort de la seva mare el 176 aC (entre el 8 d'abril i el 14 d'octubre) el poder va passar als ministres Euleu o Leneu, corruptes i poc capacitats. Cap a l'any 173 aC Ptolemeu es va casar amb la seva pròpia germana anomenada també Cleòpatra com la mare comuna.

## Guerra de Síria
El 170 aC ministres van reclamar la retrocessió de Celesíria a Antíoc IV Epífanes, però Antíoc IV va fer una campanya contra Egipte, va vèncer a Pelúsion i va ocupar el país (el Baix Egipte fins a Memfis) menys Alexandria. Ptolemeu VI Filomètor va caure presoner però va ser tractat amb distinció i amb la idea de mantenir-lo un temps com a rei vassall per no alarmar als romans, però a Alexandria, el germà del rei egipci va ser proclamat rei, amb el nom de Ptolemeu Evergetes i es va preparar la defensa de la ciutat que va ser assetjada. La intervenció dels ambaixadors romans va obligar els selèucides a retirar-se. Antíoc IV va proclamar llavors a Filomètor com a rei vassall a Memfis i es va retirar als seus dominis conservant només l'estratègica fortalesa de Pelúsion.
El 5 d'octubre del 170 aC els dos germans i esposos van ser proclamats corregents d'Egipte (Ptolemeu VI i Cleòpatra II) a Memfis, però quan Antíoc es va retirar els germans van negociar i es va acordar que regnarien els tres junt 169 aC.
Aquest acord va enfurismar a Antíoc IV que va reprendre la guerra i va enviar una flota a conquerir Xipre mentre ell mateix tornava a Egipte (169 aC). Els dos germans no es van poder oposar a la invasió amb mitjans militars i Alexandria va ser altra vegada assetjada. Allí hi va anar una ambaixada romana dirigida per Gai Popil·li Lenat que va ordenar als selèucides la retirada i ho van haver de fer per evitar la guerra. Alexandria es va salvar i Antíoc es va retirar (168 aC). Els dos germans van enviar una ambaixada conjunta a Roma per agrair la seva intervenció.

## Conflicte entre germans
Però els conflictes entre els dos no van tardar a esclatar. El 164 aC Evergetes va a aconseguir fer fora del poder a son germà. Filomètor va sortir d'Alexandria i es va presentar a Roma el mateix any, on va ser rebut pel senat romà amb honors i se li van assignar legats per acompanyar-lo a Egipte i restablir-lo al poder. Efectivament abans del maig del 163 aC una petita força romana el va acompanyar a Alexandria on el rei Evergetes que no tenia el suport popular va ser derrocat per un cop intern i Filomètor reinstal·lat com a rei sense cap resistència. El nou rei va perdonar a son germà i li va cedir Cirene com a regne separat, acord que van aprovar els delegats romans.

## Política interior

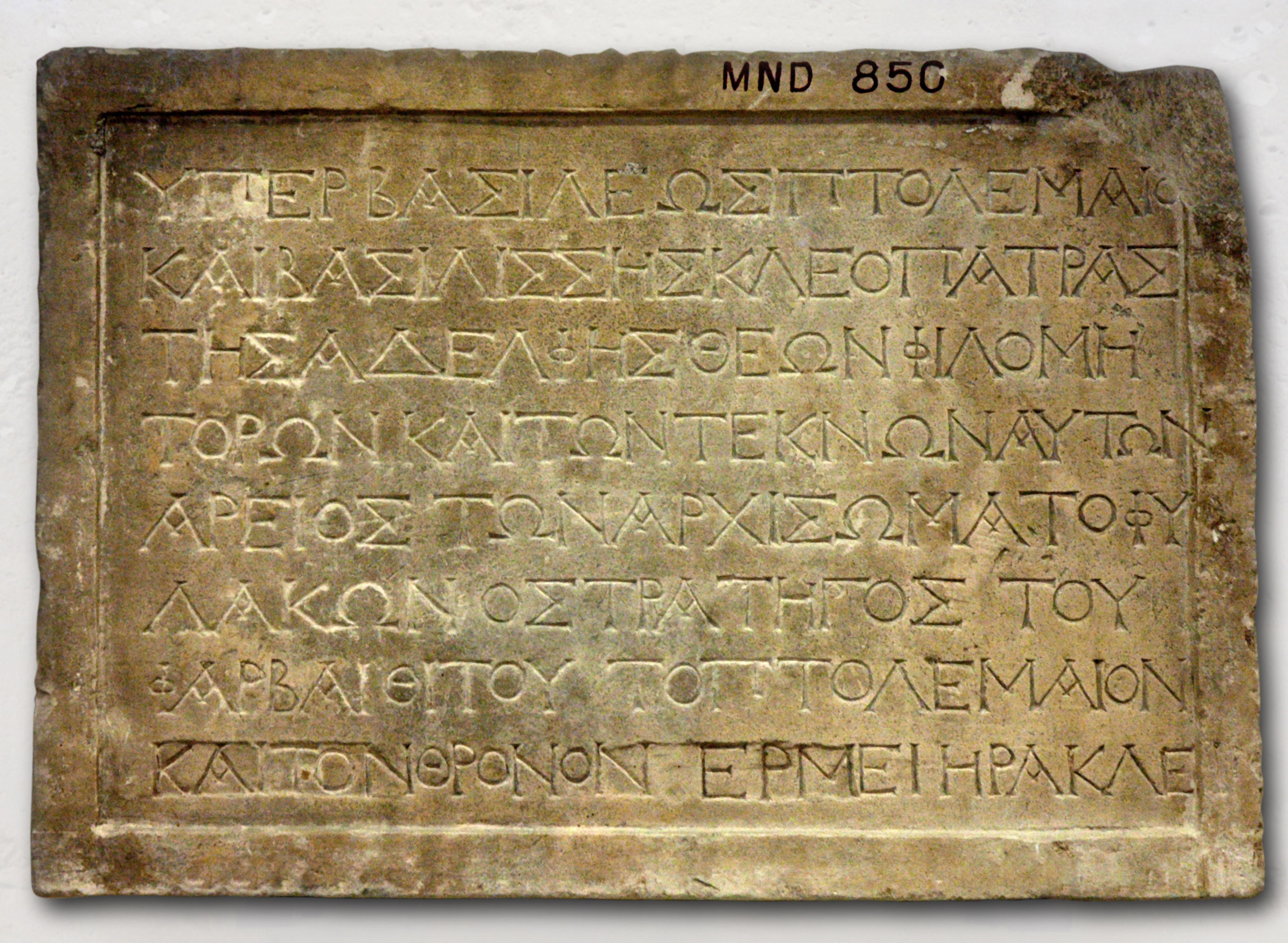
Dedicatòria de Ptolemeu VI, placa de pedra trobada el 1907 a Horbeit

En aquests anys (cap al 160 aC) gran nombre de jueus es van establir a Egipte, alguns d'ells emigrants de Judea per causes polítiques, i es van instal·lar a Heliòpolis sota protecció del rei. També es va dedicar a restaurar temples egipcis i en va construir de nous.

## Conflicte de Cirene i Xipre
No va tardar Ptolemeu Evergetes de Cirene a queixar-se de la seva sort, i va comparèixer davant el senat romà al que va convèncer per afegir Xipre probablement evacuada recentment pels selèucides. Amb tres ambaixadors romans, Evergetes es va dirigir a Egipte a reclamar l'illa (156 aC) però els ambaixadors romans van advertir prèviament al rei que no podia ocupar l'illa per les armes, i que hauria de quedar-se a Cirene mentre duressin les negociacions que portarien els romans. Filomètor els va rebre a Alexandria però va demorar les negociacions i no va fer cap concessió. Això va posar nerviós a Evergetes que va agafar les armes i va atacar Egipte (155 aC) però una revolta al seu propi país quasi li va costar el tron i la vida, i va haver d'abandonar els seus plans. Sembla que va ser llavors quan Demetri I Sòter va retornar a l'illa de Xipre.
El següent any (154 aC) els dos germans van enviar ambaixadors a Roma, però mentre els de Filomètor eren mal rebuts (se'ls va ordenar sortir de la ciutat) els d'Evergetes van ser rebuts però sense donar-li cap suport pràctic. El mateix Evergetes va tornar a Roma per demanar l'assistència del senat que altre cop li va donar cinc legats amb l'encàrrec de posar-lo en possessió de Xipre però sense soldats.
Filomètor va enviar a l'illa una potent força militar i una flota i la va recuperar i quan son germà va desembarcar a l'illa amb un petit exèrcit mercenari el va derrotar ràpidament i va quedar arraconat a la ciutat de Lapatos on es va haver de rendir. Filomètor altra vegada el va perdonar i el va enviar de tornada Cirene, amb l'única condició que es conformés amb aquest regne i renunciés a la possessió de Xipre. Els romans no es va oposar i va quedar signat un tractat en aquests termes.

## Intervenció a Síria
En represàlia per l'ocupació de Xipre, Ptolemeu va donar suport a la revolta d'Alexandre I Balas, probablement un usurpador, a Síria, on va morir Demetri I Soter el 150 aC. Alexandre I Balas es va proclamar rei, i es va casar amb Cleòpatra Tea, filla de Ptolemeu VI Filomètor, sota influència del qual va governar. El 147 aC Demetri II Nicàtor, fill de Demetri I Soter, es va revoltar; Ptolemeu VI Filomètor, amb el pretext d'ajudar a Alexandre, va envair Celesíria que de fet va annexionar. Això va fer que, quan era a Ptolemaida, patís un atemptat a mans d'Ammoni, un dels favorits d'Alexandre, atemptat que Ptolemeu va atribuir a la iniciativa del seu gendre (que va protegir el seu favorit i va refusar castigar-lo o entregar-lo), i des de llavors va capgirar la seva aliança i va donar suport a Demetri. Els egipcis van dominar en poc temps la resta de la Celesíria i finalment van entrar a Antioquia on els notables de l'estat selèucida volien proclamar rei a Ptolemeu, però aquest va refusar i va reconèixer com a rei a Demetri, que va ser aclamat, i es va casar amb la filla de l'egipci, Cleòpatra Tea, que poc abans havia abandonat a Alexandre per ordre del seu pare.
Alexandre Balas es va retirar a Cilícia on va reunir forces lleials i va tornar a Síria. Allí Demetri i els seus aliats egipcis el van derrotar decisivament en una batalla prop d'Antioquia (la batalla de l'Orontes 146 aC). Alexandre es va escapar al territori dels nabateus, però el seu rei el va fer matar i en va enviar el cap a Ptolemeu VI Filomètor.

## Mort i successió
Ptolemeu VI va morir poc després a causa de les ferides rebudes en la batalla de l'Orontes (va caure del cavall i es va fracturar el crani) i els egipcis van evacuar la Celesíria. Va regnar 35 anys des de la seva primera proclamació.
Va deixar tres fills: Ptolemeu, que va ser proclamat rei sota el nom de Ptolemeu VII (Ptolemeu VII Neofilopàtor o Eupàtor); Cleòpatra Tea, esposa d'Alexandre I Balas i després de Demetri I Soter; i una altra Cleòpatra (Cleòpatra III) futura esposa del seu oncle Ptolemeu VIII Evergetes II.